# Technische Staatsuniversiteit van Moskou
De Technische Staatsuniversiteit van Moskou vernoemd naar N.E. Bauman (Russisch: Московский Государственный Технический Университет им. Н.Э. Баумана, Moskovski Gosoedarstvenni Technitsjeski Oeniversitet im. N.E. Baoemana), afgekort MGTOe en ook bekend onder de namen Baumanka (Бауманка), Baumanski (Бауманский) of Bam (Бам), is een universiteit in Moskou.
Met meer dan 18.000 studenten is het de grootste technische universiteit van Rusland. De universiteit werd opgericht in 1830 door de Russische tsaar Nicolaas I.

## Geschiedenis

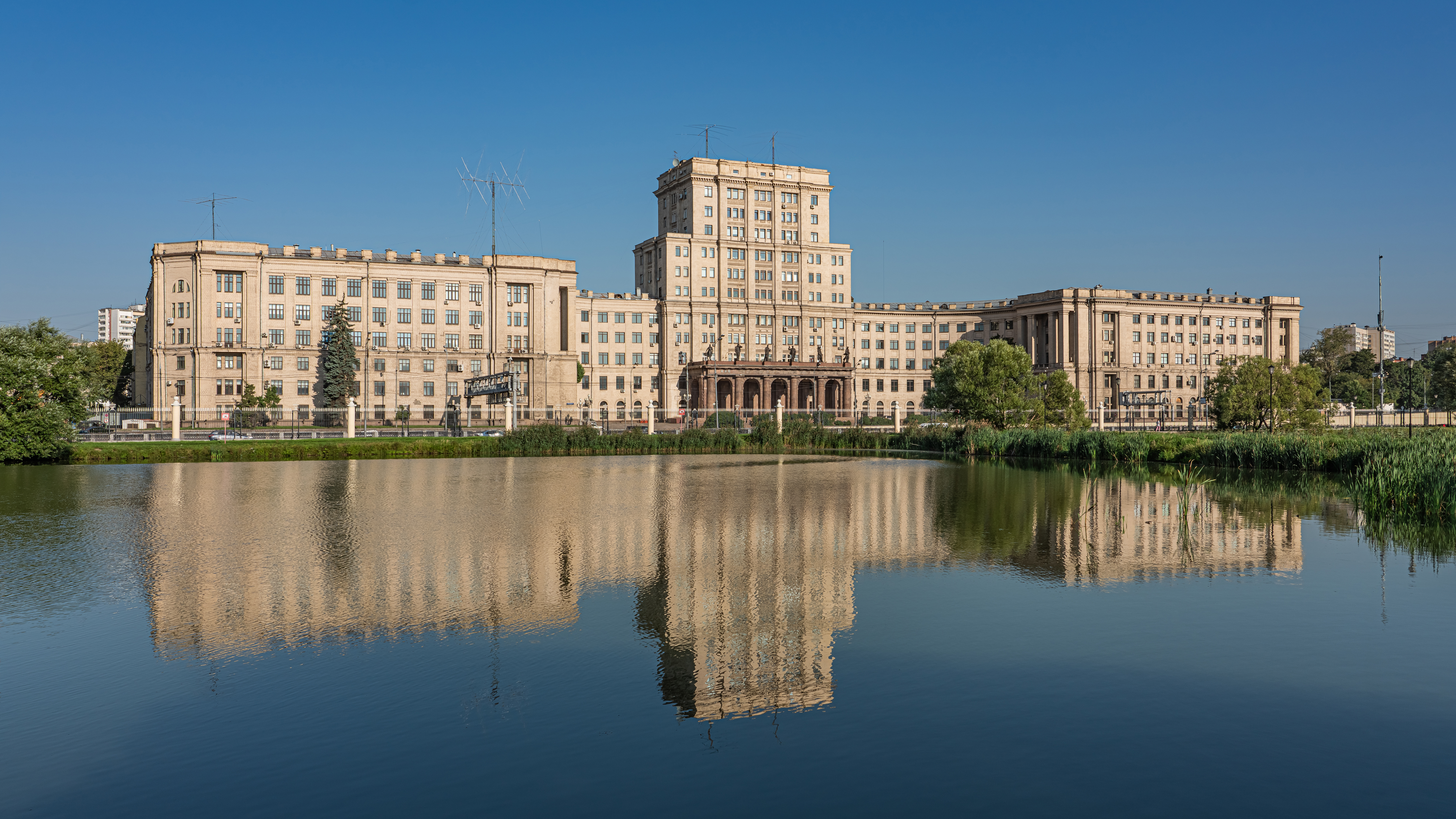
frontaanzicht gevel van hoofdgebouw

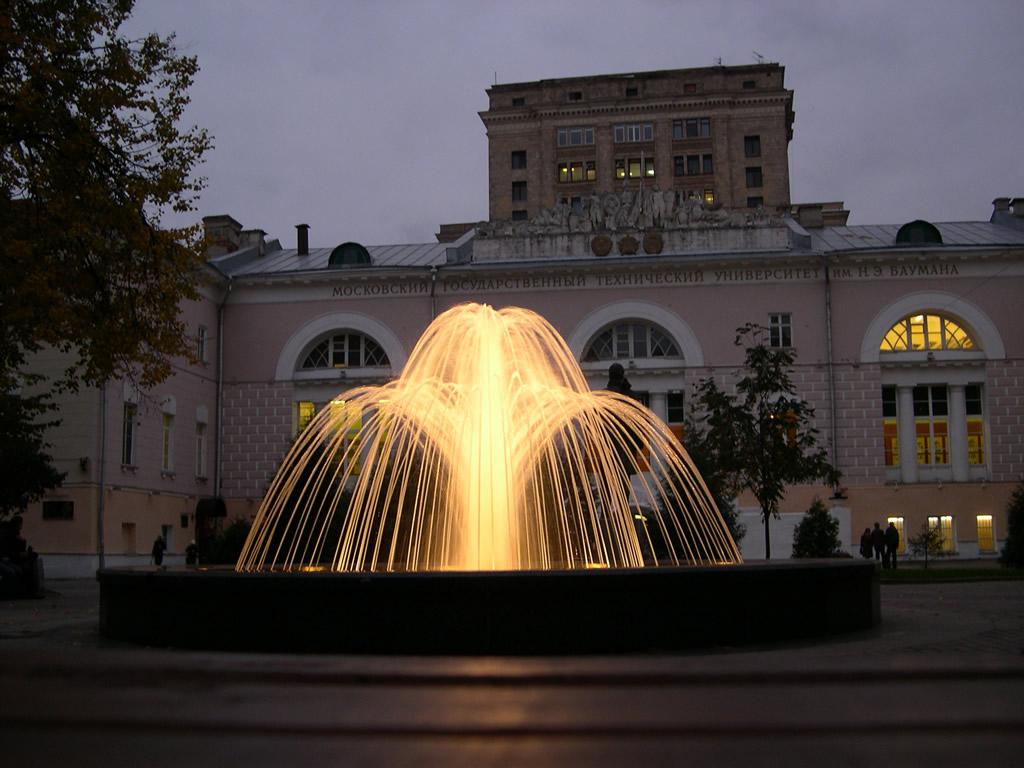
fontein van het hoofdgebouw van de universiteit bij nacht

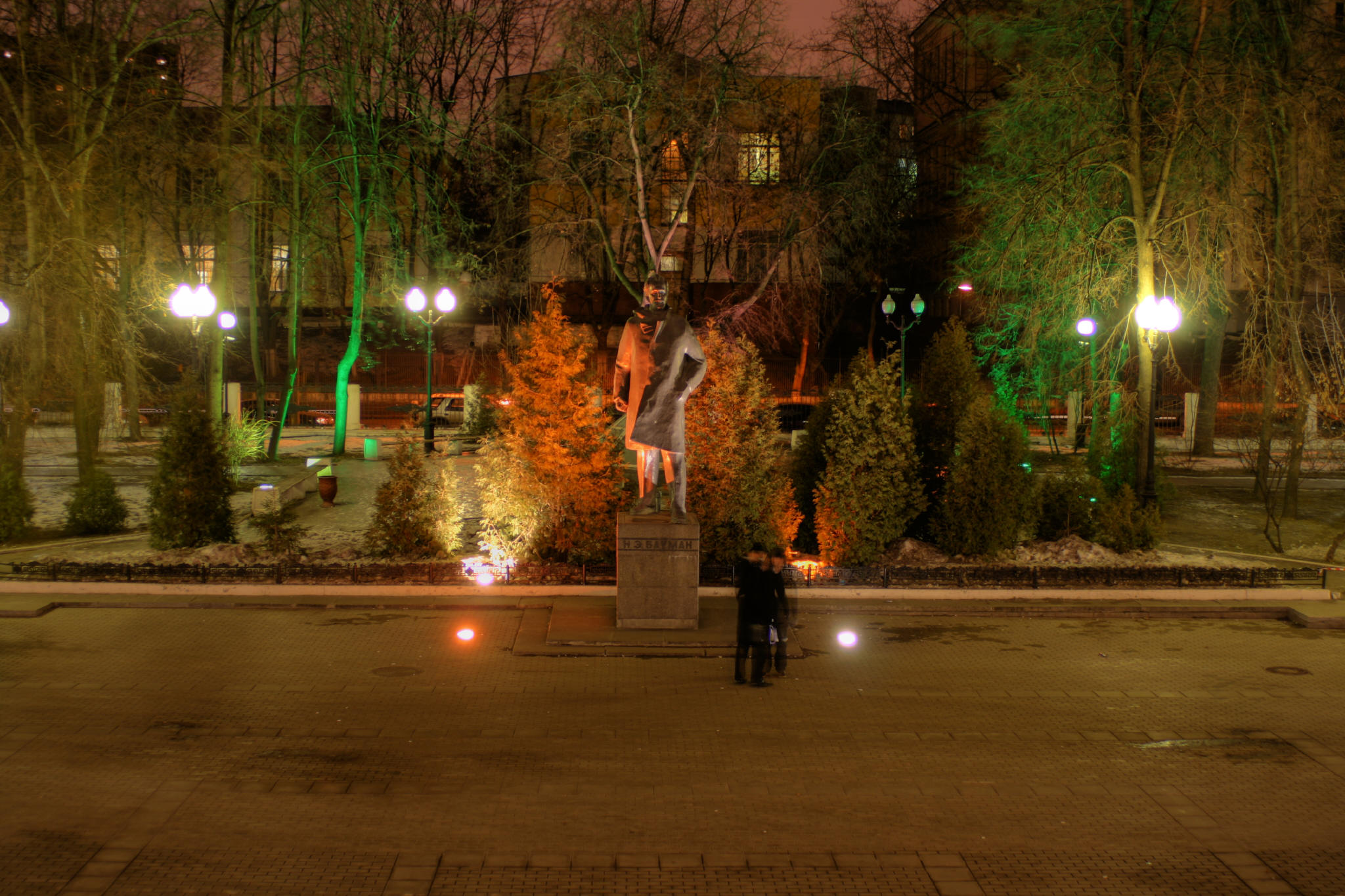
binnenplaats van het hoofdgebouw van de universiteit met standbeeld van Bauman

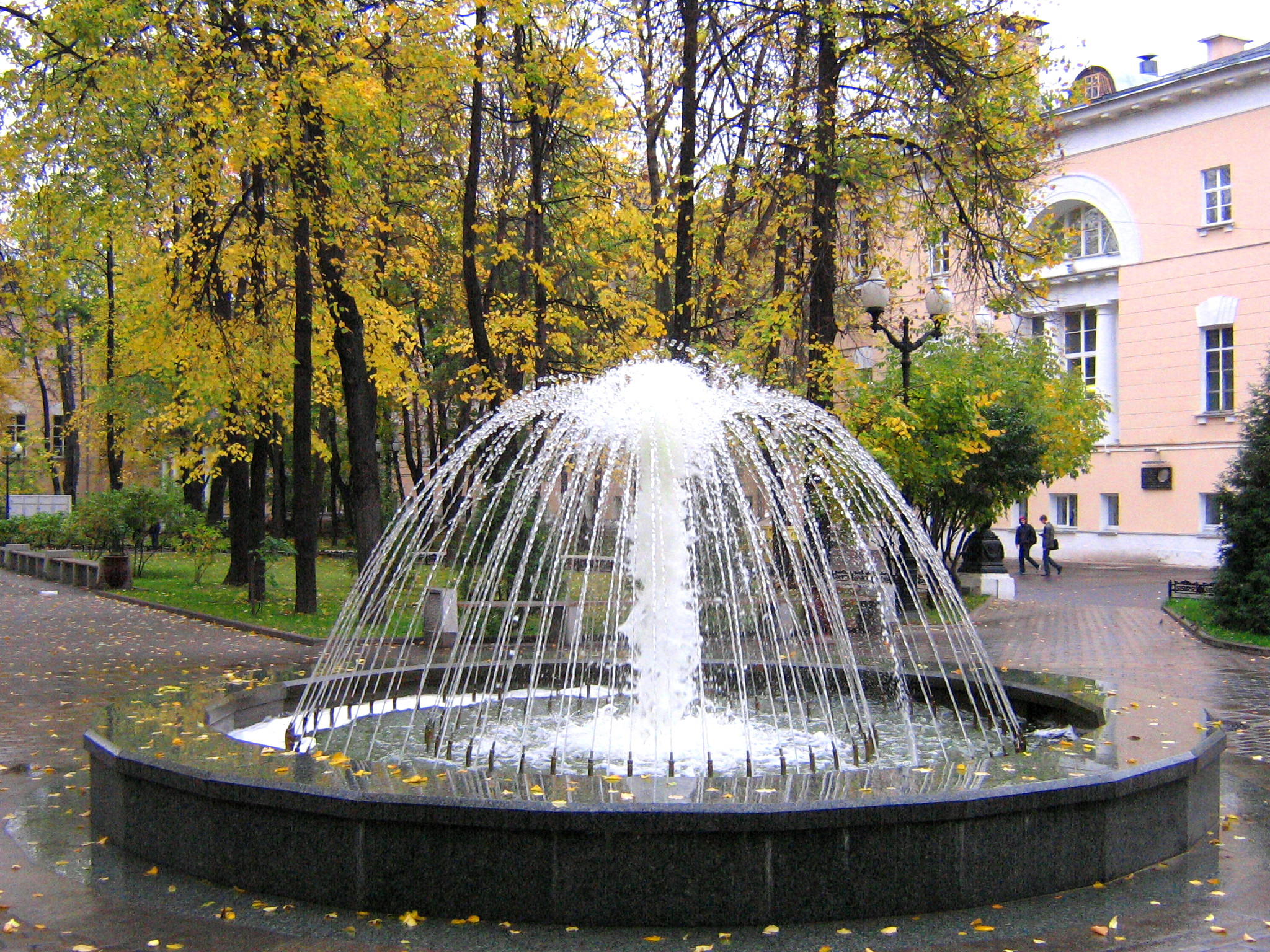
fontein op de binnenplaats van het hoofdgebouw

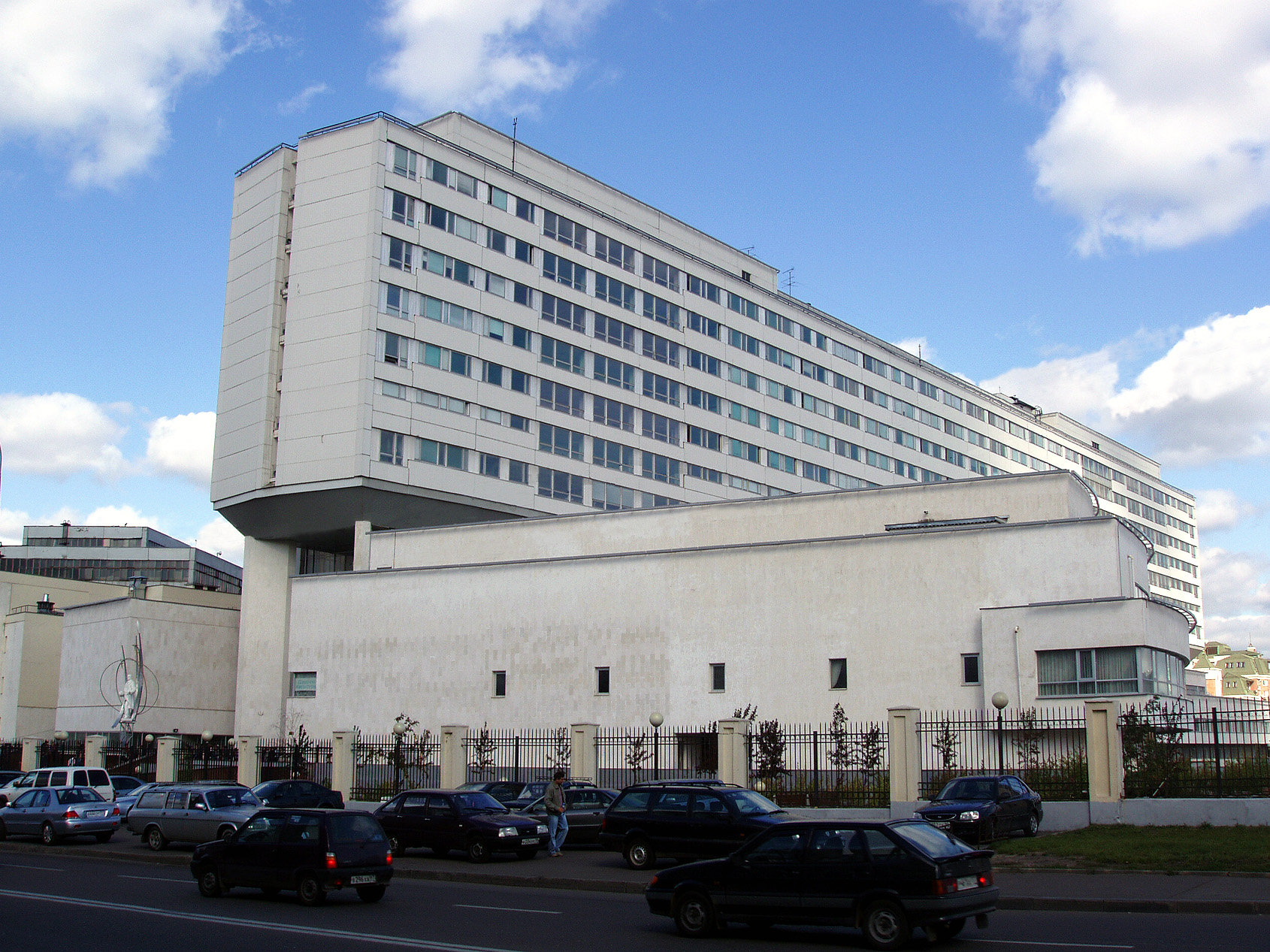
onderzoeks- en laboratoriumgebouw uit 1960 van architect L. K. Komorova aan de Rubtsovskayadijk in Moskou

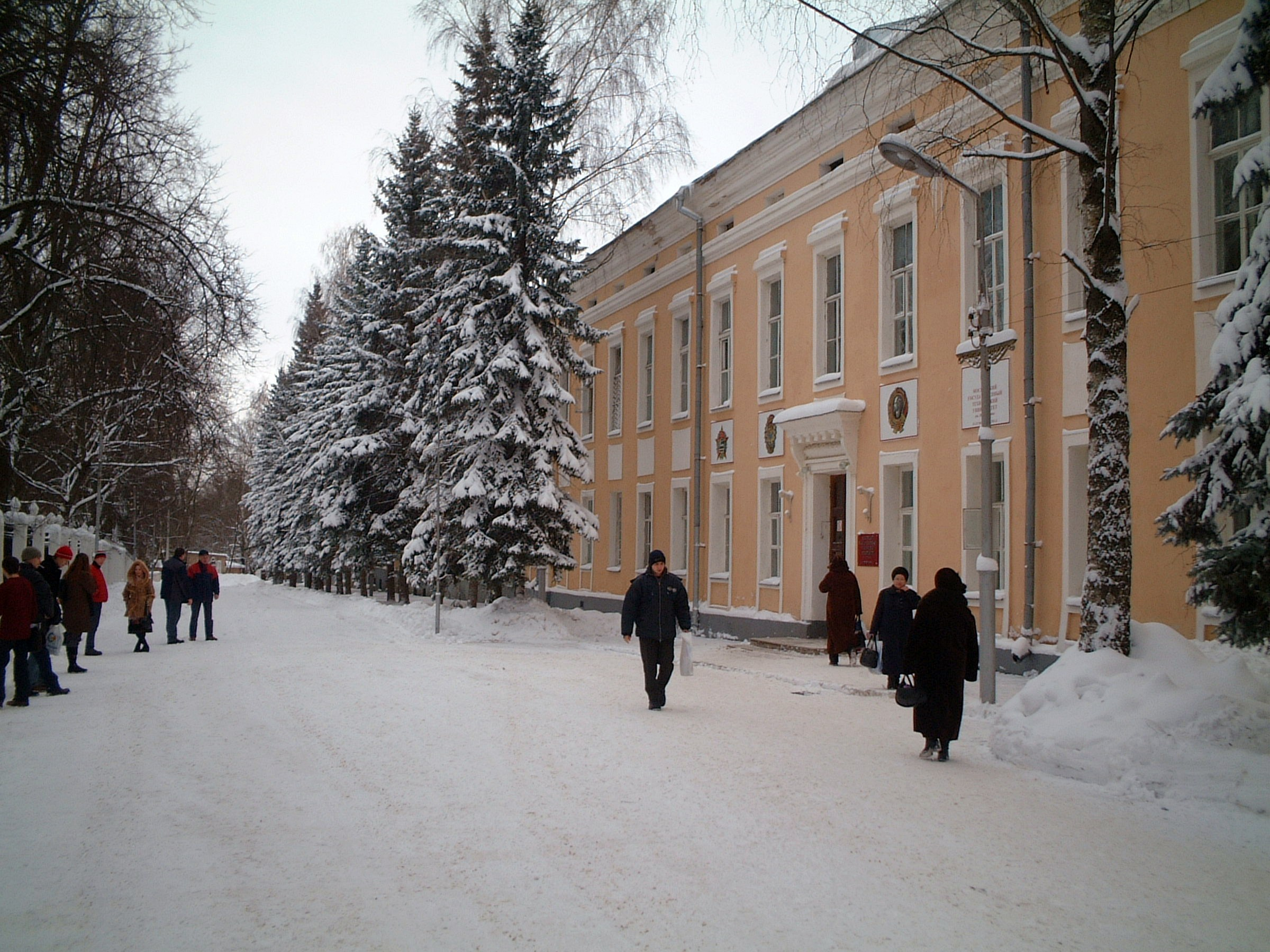
Dependance van de universiteit in Kaluga

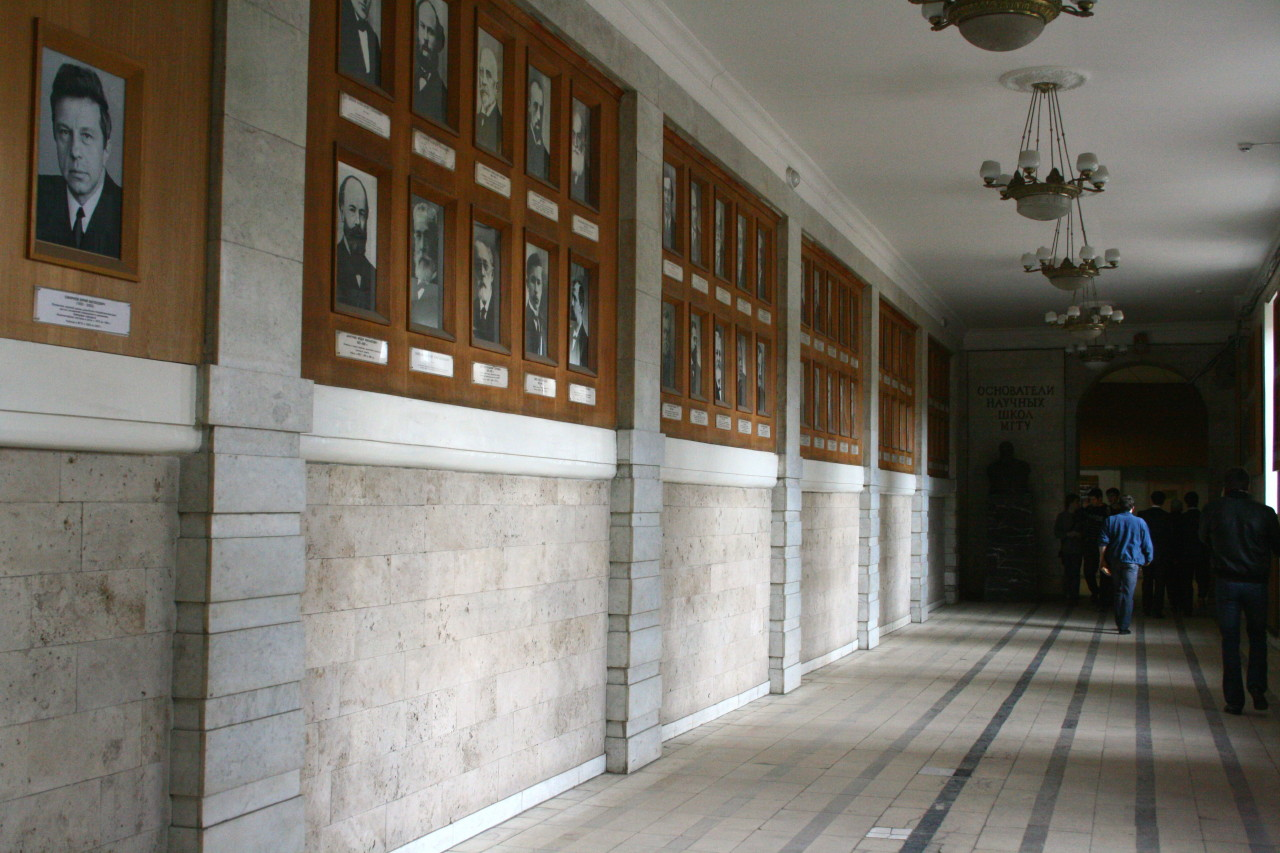
eregalerij van grondleggers van de MSTU op de Maimanskoe begraafplaats in Moskou

In 1830 richtte tsaar Nicolaas I de universiteit op met het oprichtingsstatuut Statuut voor de Industriële School. De school werd ondergebracht in het voormalige paleis van koningin-moeder Maria Fjodorovna, dat vier jaar eerder tot onderwijsinstituut was omgebouwd en tot op heden het hoofdgebouw is gebleven. Met de industriële revolutie was de noodzaak om mensen te scholen in techniek en wetenschap in Rusland enorm toegenomen. De aanvankelijke doelstellingen waren om bekwame technici op te leiden die hun verworven vaardigheden konden inzetten in de opkomende industrie en nijverheid in geheel Rusland. De aangeworven docenten betroffen afgestudeerden van de universiteit van Moskou in de leergebieden wiskunde, mechanica, natuurkunde en scheikunde.
In 1868 waren de academische standaarden zo hoog dat het instituut hernoemd werd tot Keizerlijke Technische Hogeschool van Moskou. De nadruk kwam nu vooral te liggen op het opleiden van technisch geschoolde ingenieurs. Vanaf het begin werd de universiteit financieel ondersteund door de regering en de industrie. Het bestuur was democratisch van structuur. Veel bekende wetenschappers met contacten met Europese en Amerikaanse collega's maakten deel uit van de staf. Hierdoor slaagde de universiteit er in om succesvol te worden. Wetenschappers droegen bij aan chemie, voedselkennis, textielindustrie, metaal, houtindustrie en mechanica in bedrijven. Aan het eind van de negentiende eeuw kwam er een grote vooruitgang in de kennis van en onderzoek naar elektronica, luchtvaart en industriële mechanica.

## Twintigste eeuw
Na de Russische Revolutie werd de universiteit hernoemd naar Nikolaj Bauman, een dierenarts die later als bolsjewistisch revolutionair met Lenin had gevochten en in 1905 vlak bij het hoofdgebouw van de universiteit door leden van de tsaristische organisatie Zwarte Honderd om het leven was gebracht. Er kwamen aanvankelijk vele onderzoeksinstituten onder de vleugels van de universiteit bij, die later uitgroeiden tot onafhankelijke instellingen als het instituut voor centrale aerodynamica en het hydrologisch instituut.
Door de snelle toename van de industrialisatie werden de faculteiten verder uitgebreid. Er kwamen meer instituten, zoals het Luchtvaartinstituut, het Energie-instituut, de Militair Chemische Academie, het Textielinstituut en het instituut voor Civiele Techniek bij. In 1938 kwamen er nieuwe militaire departementen bij om tanks en bewapende voertuigen, artillerie en ammunitie te helpen ontwikkelen en na de Tweede Wereldoorlog kwam er een departement voor rakettechnologie bij. In 1960 werd er aan de Roebtsovskajakade in Moskou een tweede groot onderzoeksgebouw geopend ontworpen door de architect L.K. Komorov. In 1989 werd de naam van de universiteit voor het laatst gewijzigd in de huidige, de Bauman Moskou Staat Technische Universiteit, afgekort Bauman MSTU.

## Huidig profiel
De universiteit heeft een wetenschappelijke staf van 3500 personen in dienst waarvan tien procent gepromoveerd is. Het studentenbestand bedraagt 18.000 die bezig zijn met het behalen van hun bachelor en daarna hun masters en 1000 die zich bezighouden met hun promotie. Jaarlijks worden er gemiddeld zo'n 300 buitenlandse studenten toegelaten die uit twintig verschillende landen komen. Er zijn behalve het behalen van de reguliere graden ook toelatingsklassen voor de universiteit, trainingsmogelijkheden voor mensen uit het bedrijfsleven en mogelijkheden om wetenschappelijke stages te lopen. De universiteit is internationaal geaccrediteerd. In de periode van 1918 tot 2008 zijn er in totaal meer dan 140.000 mensen afgestudeerd.
De universiteit bevat vele gespecialiseerde instituten en onderzoekscentra die meestal gesitueerd zijn in Moskou. Ook zijn er een aantal gespecialiseerde departementen die buiten Moskou gevestigd zijn binnen de oblast Moskou in de steden Krasnogorsk, Reoetov en Koroljov. De grootste dependance bevindt zich in de stad Kaloega. De universiteit is de coördinator en leidende kracht voor de samenwerking tussen alle technische universiteiten en faculteiten in Rusland en heeft onderzoeksuitwisselingsbanden met zeventig andere universiteiten buiten Rusland.

## Faculteiten en subfaculteiten

### Materialen en technologie
- Productietechniek;
- Werktuigbouwkunde;
- Techniek en apparatuur voor het gieten;
- Techniek en apparatuur voor het persen en smeden van metalen;
- Techniek en apparatuur voor het lassen;
- Geavanceerde procesapparatuur en -technologie;
- Materiaalkunde in de werktuigbouwkunde;
- Metallurgische machines en apparatuur;
- Metrologie en procescontrole;
- Elektrotechniek.

### Radio-elektronica en Lasertechnologie
- Biotechniek, medische apparatuur en systemen;
- Opto-elektronische apparatuur en systemen;
- Radio-elektronische systemen (zendapparatuur).

### Informatica en Controlesystemen
- Automatische controlesystemen in de luchtvaart;
- Gyroscopen, oriëntatie-, navigatie- en stabilisatie-systemen;
- Informatie- en meetapparatuur en -technologie;
- Ontwerp en technologie van radio-elektronische apparatuur.

### Technologie
- Computersystemen en -netwerken;
- Automatische informatieverwerking en controle-systemen;
- Software voor computers en geautomatiseerde systemen;
- Ontwerp en technologie van computers.

### Speciale Machinerie
- Rakettechniek;
- Automatische systemen en Robotica; Ruimtetuig en zwaartekracht;
- Vluchtdynamica en bewegingscontrole;
- Voertuigen op rups- en andere banden;
- Ontwerp en fabricage van objecten uit composieten.

### Robotica en complexe automatica
- Dynamica en Sterkteleer van machines;
- Hef-, transport- en (wegen)bouwapparatuur en -voertuigen;
- Automatiseren van productieprocessen; Robots en Robotica;
- CAD-systemen.

### Power engineering
- Raketmotoren;
- Lage-temperatuur fysica en techniek (Cryogenica);
- Verbrandingsmotoren;
- Turbomachines;
- Vacuümpompen en compressoren;
- Hydraulische machines, aandrijving en besturing;
- Elektromotoren,
- Tokamaks en technologie;
- Elektriciteitscentrales;
- Ongebruikelijke energiebronnen en duurzame energie;
- Milieubescherming en bewust omgaan met natuurlijke bronnen;
- Persoonlijke veiligheid.

### Fundamenteel wetenschappelijk onderzoek
- Toegepaste wiskunde

### Engineering business en management
- Economie
- Bedrijfskunde

## Bekende wetenschappers
Bekende personen die afgestudeerd zijn aan de universiteit en/of er gewerkt hebben zijn onder meer:
| naam                   | geboorteland | geboren | overleden | beroep                              |
| ---------------------- | ------------ | ------- | --------- | ----------------------------------- |
| Sergej Afanasjev       | Rusland      | 1918    | 2001      | ruimtevaartdeskundige               |
| Vsevolod Akimov        | Oezbekistan  | 1929    | 2008      | econoom en Chinadeskundige          |
| Aleksandr Archangelski | Rusland      | 1892    | 1978      | vliegtuigontwerper                  |
| Vladimir Barmin        | Rusland      | 1909    | 1993      | raketontwerper                      |
| Vladimir Tsjelomej     | Polen        | 1914    | 1984      | raketontwerper                      |
| Nikolaj Dollezjal      | Rusland      | 1899    | 2000      | natuurkundige en atoomdeskundige    |
| Boris Joerjev          | Rusland      | 1889    | 1947      | helikopterontwerper                 |
| Sergej Koroljov        | Oekraïne     | 1907    | 1966      | ruimtevaartdeskundige               |
| Semjon Lavotsjkin      | Rusland      | 1900    | 1960      | vliegtuigontwerper                  |
| Sergej Lebedev         | Rusland      | 1902    | 1974      | computerdeskundige                  |
| Vladimir Mjasisjtsjev  | Rusland      | 1902    | 1978      | vliegtuigontwerper                  |
| Aleksandr Mikoelin     | Rusland      | 1895    | 1985      | vliegtuigontwerper                  |
| Edoeard Mislovski      | Rusland      | 1937    |           | hoogleraar elektronica en alpinist  |
| Sergej Nepobedimi      | Rusland      | 1921    |           | raketontwerper                      |
| Nikolaj Piljoegin      | Rusland      | 1908    | 1982      | luchtvaartdeskundige                |
| Vladimir Petljakov     | Rusland      | 1891    | 1942      | vliegtuigontwerper                  |
| Ella Poljakova         | Rusland      | 1941    |           | electrotechnicus                    |
| Alfred Rosenberg       | Estland      | 1893    | 1946      | architect en oorlogsmisdadiger      |
| Vladimir Sjoechov      | Rusland      | 1853    | 1939      | architect en bouwkundige            |
| Pavel Soechoj          | Wit-Rusland  | 1895    | 1975      | vliegtuigontwerper                  |
| Andrej Toepolev        | Rusland      | 1888    | 1972      | vliegtuigontwerper                  |
| Aleksandr Tselikov     | Rusland      | 1821    | 1894      | metallurg                           |
| Pafnoeti Tsjebysjev    | Rusland      | 1821    | 1894      | wiskundige                          |
| Boris Vannikov         | Azerbeidzjan | 1897    | 1962      | ingenieur en atoomdeskundige        |
| Sergej Vavilov         | Rusland      | 1891    | 1951      | natuurkundige                       |
| Nikolaj Zjoekovski     | Rusland      | 1847    | 1921      | hydroloog en aerodynamicadeskundige |